# 上宇和村
上宇和村（かみうわむら）は愛媛県東宇和郡にあった村である。

## 沿革
- 1889年 - 町村制施行により東宇和郡上宇和村となる。→宇和町の歴史年表を参照。
- 1922年2月11日 - 宇和町に編入にされ消滅。

```
上宇和村の系譜
（町村制実施以前の村）　（明治期）
　　　　　　　　　　　町村制施行時
久枝　　━━━━┓
野田　　━━━━┫
小野田　━━━━╋━━　上宇和村　━━┓
永長　　━━━━┫　　　　　　　　　　┃　　　　　　　い
上松葉　━━━━┫　　　　　　　　　　┣━━━━━　宇和町　━━━━━━┓
下松葉　━━━━┛　　　　　　　　　　┃　　　　　　　　　　　　　　　　┃
　　　　　　　　　　　　　　　　　　　┃　　　　　　　　　　　　　　　　┃
　　　　　　　　　　　　　宇和町　━━┛　　　　　　　　　　　　　　　　┃
　　　　　　　　　　　　　多田村　━━━━━━━━━━━━━━━━━━━┫　　　　　う
　　　　　　　　　　　　　中川村　━━━━━━━━━━━━━━━━━━━╋━━━　宇和町　━┳━
　　　　　　　　　　　　　笠置村　━━━┓　　　あ　　　　　　　　　　　┃　　　　　　　　　┃
　　　　　　　　　　　　　　　　　　　　┣━　石城村　━━━━━━━━━┃　　　　　　　　　┃
　　　　　　　　　　　　　山田村　━━━┛　　　　　　　　　　　　　　　┃　　　　　　　　　┃
　　　　　　　　　　　　下宇和村　━━━━━━━━━━━━━━━━━━━┫　　　　　　　　　┃
　　　　　　　　　　　　田之筋村　━━━━━━━━━━━━━━━━━━━┛　　　　　　　　　┃
　　　　　　　　　　　　　　　　　　　　　　　　　　　　　　　　　　　　　　　　　　　　　　┃
　　　　　　　　　　　　　　　　　　　　　　　　　　　　　　　　　　　　　　　　　　　　　　え
　　　　　　　　　　　　　　　　　　　　　　　　　　　　　　　　　　　　　　　　大洲市の一部（鳥坂）が境界変更

あ - 昭和4年12月1日
い - 大正11年2月11日
う - 昭和29年3月31日
え - 昭和33年8月1日
注: 宇和町以下の合併以前の系譜については、それぞれの市町村の記事を参照のこと。

```